# Xerófilo

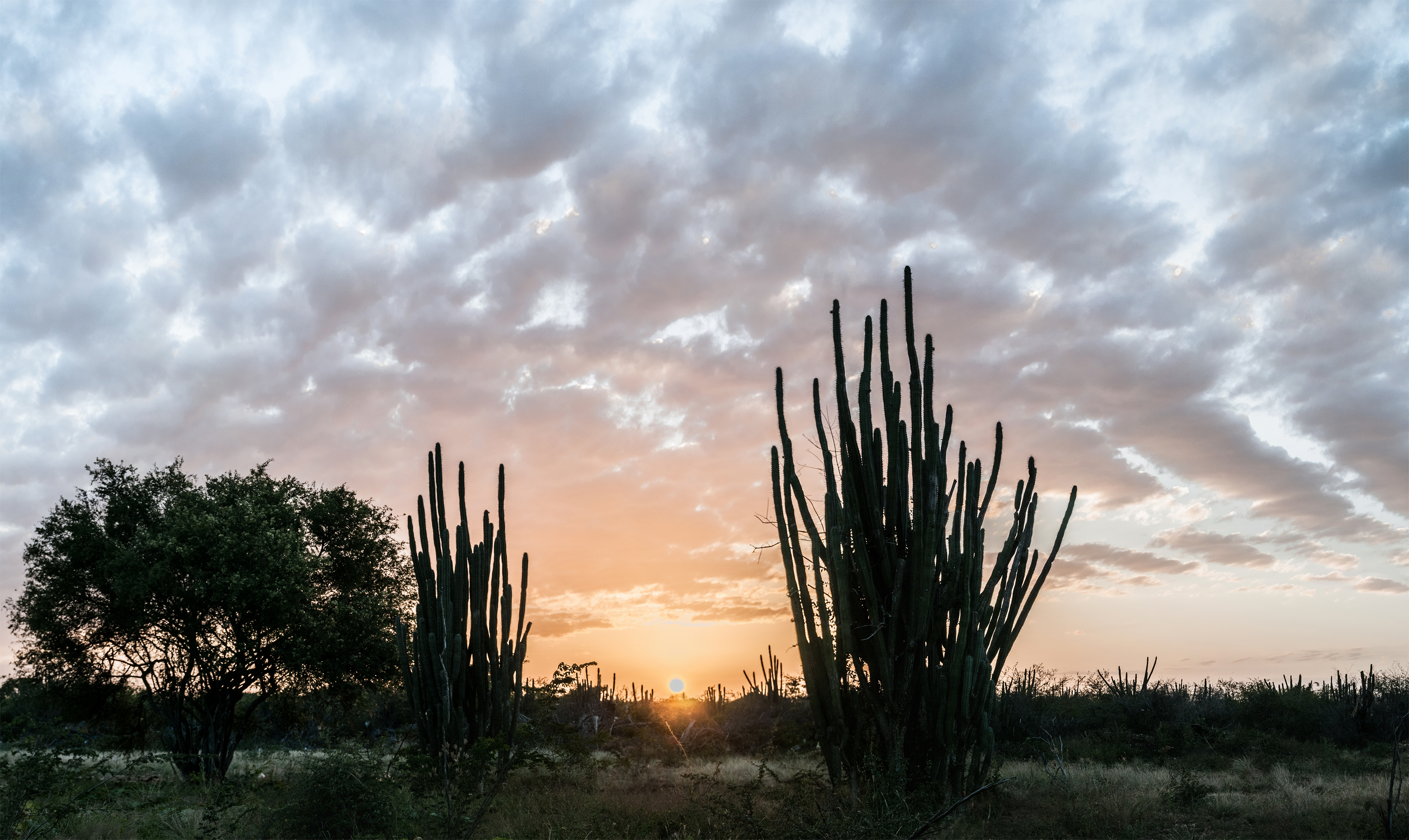
Matorral xerófilo.

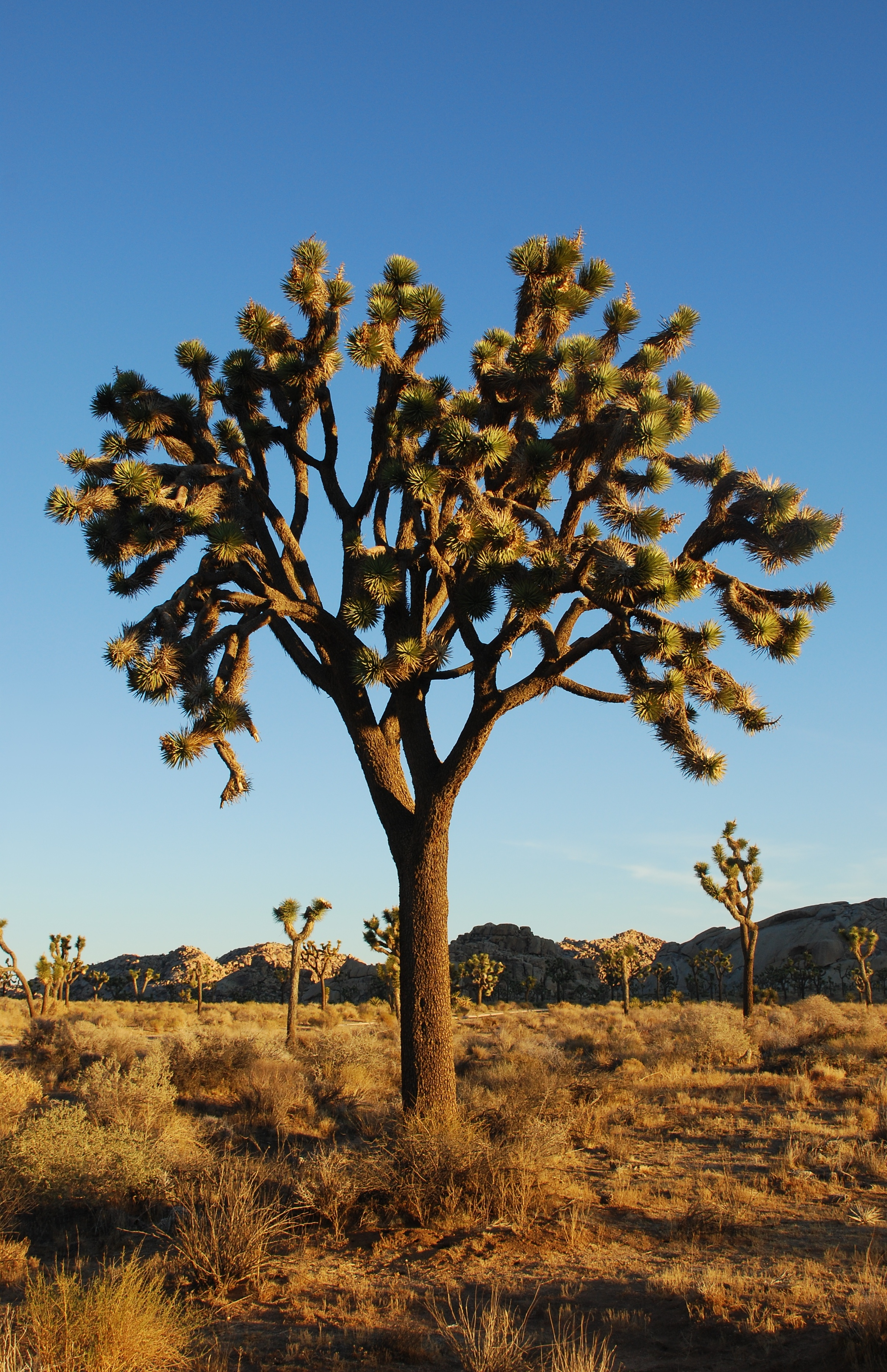
El árbol de Josué es un ejemplo de xerófita.

Los adjetivos xerófilo y xérico, y el sustantivo xerófito (del griego xero-: seco, -fitos: planta, -filo: amigo) se aplican en botánica a la vegetación y asociaciones vegetales específicamente adaptadas para la vida en un medio seco. Es decir, plantas adaptadas a la escasez de agua en la zona en la que habitan, como la estepa o el desierto. Se encuentran en regiones climáticamente áridas y también en ambientes excepcionalmente secos de regiones semiáridas o subhúmedas.

## Características
Presentan rasgos que les permiten sobrevivir en ausencia de un suministro abundante. 
- Raíces largas, que constituyen una extensa red superficial, como ocurre en los cactus y yuccas, para aprovechar las lluvias esporádicas; o que profundizan en la tierra hasta alcanzar niveles freáticos o simplemente húmedos.
- Tronco engordado para almacenar agua, como ocurre en la Ceiba speciosa
- Árboles caducifolios que sueltan las hojas en periodos largos de sequía, como la Gleditsia triacanthos
- Hojas con "poros" o estomas, u hojas reducidas a espina o simplemente hojas ausentes, trasladándose la función fotosintética a los tallos.
- Metabolismos fotosintéticos especialmente adaptados al ahorro de agua, como el CAM (Crassulacean Acid Metabolism).[4][5]

Los jardines formados por xerófitos se denominan xerojardines.

## Xerófitas o plantas resistentes a la sequía
Plantas para jardines de bajo consumo de agua, para ambientes secos y cálidos, para el calor, que aguantan bien el sol. En resumen, resisten o tolera la sequía para un jardín de bajo mantenimiento.

### Árboles
- Acacias (Acacia spp.)
- Algarrobo europeo (Ceratonia siliqua)
- Cupressus sempervirens y otros cipreses.
- Algarrobo americano o pálido (Prosopis pallida)
- Árbol del Júpiter (Lagerstroemia indica)
- Braquiquito (Brachychiton populneum)
- Casuarina (Casuarina equisetifolia)
- Eleagno (Eleagnus angustifolia)
- Encina (Quercus ilex)
- Falso pimentero (Schinus molle)
- Granado (Punica granatum)
- Gleditsia triacanthos (acacia negra)
- Grevillea (Grevillea robusta)
- Higuera (Ficus carica)
- Lagunaria (Lagunaria patersonii)
- Melia (Melia azedarach)
- Olivo (Olea europea)
- Palo borracho (Ceiba speciosa)
- Sabina albar (Juniperus thurifera)
- Espino patagónico (Colletia hystrix)

### Palmeras
- Butia capitata
- Erythea armata
- Palmito (Chamaerops humilis)
- Palmito elevado (Trachycarpus fortunei)
- Palmera dátilera (Phoenix dactilifera)
- Hyphaene thebaica (palmera dum)

### Arbustos
- Arbutus unedo (madroño)
- Artemisia
- Atriplex halimus
- Beaucarnea
- Beschorneria yuccoides
- Bupleurum fruticosum
- Buxus sempervirens (boj)
- Callistemon citrinus
- Carissa grandiflora
- Ceanothus spp.
- Cistus spp. (jaras)
- Condalia microphylla (piquillín).
- Cordyline indivisa (drácena)
- Cotoneaster
- Cytisus
- Dodonaea viscosa
- Dracaena draco (drago)
- Furcraea argentea
- Grevillea rosmarinifolia
- Helichrysum
- Lavandula (lavanda)
- Leptospermum
- Myrtus communis (mirto)
- Nerium oleander (adelfa)
- Pistacia lentiscus
- Salvia rosmarinus 'Prostratus' (romero rastrero)
- Santolina
- Teucrium fruficans
- Thymus vulgaris (tomillo)
- Ulex europaeus
- Vitex agnus-castus
- Yucca spp.

### Crasas
- Agave
- Aloe
- Opuntia
- Portulacaria afra

Y diversas especies y géneros, pues debido a sus reservas de agua, la mayoría son xerófilas.

## Zonas con vegetación xerófila en zonas secas
- Región Patagónica (Argentina)
- Región Chaqueña (Argentina)

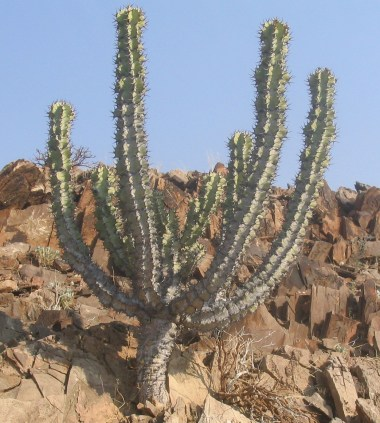
Algunas especies xerófilas de Euphorbia han desarrollado suculencia.

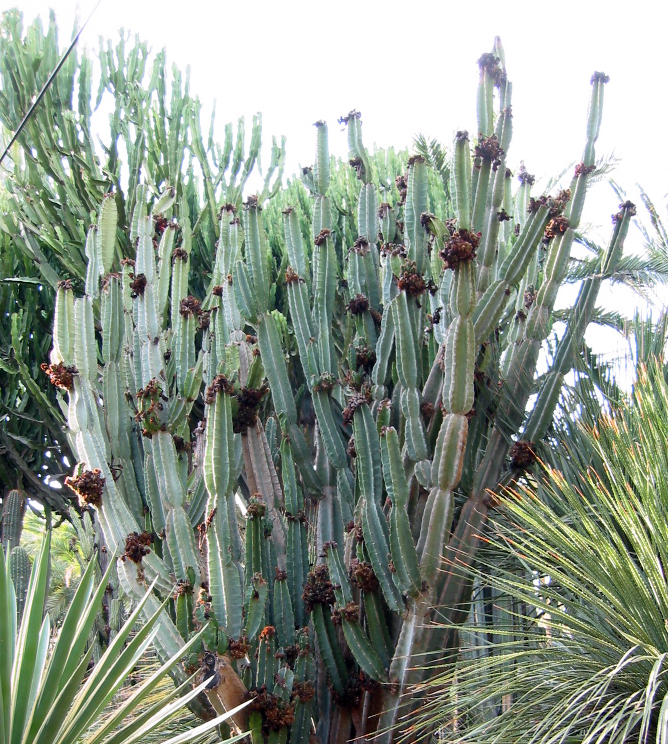
Cereus peruvianus. Parece superficialmente muy similar a la Euphorbia virosa debido a la evolución convergente

- Parque nacional Mburucuyá (Argentina)
- Sierra del Aconquija (Argentina)
- Región de Cuyo (Argentina)
- Desierto de Atacama (Chile)
- Baja California (México)
- La Guajira (Colombia)
- Los Monegros (España)
- Región Tumbesina (Perú)
- Reserva Militar Arenillas (Ecuador)
- Parque nacional Los Médanos de Coro (Venezuela)
- Isla de Margarita (Venezuela)
- Meseta del Collao (Bolivia)
- Región del Chaco (Paraguay)
- Desierto de Mojave (Estados Unidos)
- Desierto de Sonora (México)
- Desierto de Namib (Namibia y Angola)
- Desierto del Sáhara (África del Norte)
- Cuenca del Mediterráneo (múltiples países)
- Gran Desierto de Victoria (Australia)
- Desierto de Gobi (Mongolia y China)
- Nepal